# Pampa de Gastre

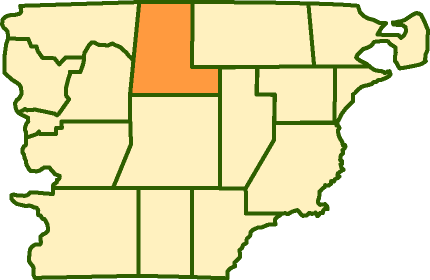
Ubicación relativa en la provincia del Chubut

Se denomina Pampa de Gastre a una subregión de mesetas y planicies, ubicadas en el centro-norte de la provincia del Chubut, Argentina. Ubicada en las coordenadas 42° 26′ S y 69° 17′ O se conforma por un reborde de sierras (Lonco Trapial, Taquetrén, entre otras) constituidas por granitos y rocas afines. En la cercana localidad de Gastre tiene importancia la actividad minera.
Se caracteriza por presentar ciertos tipos de terrazas, que se separan de los valles depresiones y cañadones mediante barrancas constituyendo un relieve de aspecto escalonado.
Es un lugar conocido por el hallazgo de diversos fósiles de dinosaurios del período cretácico, como es el ejemplo del Carnotaurus sastrei.